# Leonard Chemutai
Leonard Chemutai, né le 5 mai 2003, est un coureur de fond ougandais spécialisé en 3 000 mètres steeple et en course en montagne. Il a remporté les titres de champion du monde de course en montagne 2023 sur l'épreuve en montée et descente ainsi que de champion d'Afrique du 3 000 mètres steeple 2024.

## Biographie
Leonard Chemutai se spécialise dans la discipline du 3 000 mètres steeple. En août 2021, il prend part aux championnats du monde juniors d'athlétisme à Nairobi. Il se qualifie pour la finale et se classe septième en 9 min 3 s 14.
En août 2022, il participe à nouveau aux championnats du monde juniors d'athlétisme à Cali. À nouveau qualifié pour la finale, il rate de peu le podium en 8 min 41 s 03. Le 5 novembre, il prend part à l'épreuve junior de course en montagne aux championnats du monde de course en montagne et trail à Chiang Mai. Avec ses coéquipiers, les coureurs ougandais dominent l'épreuve. Leonard Chemutai se détache en tête pour remporter le titre avec 37 secondes d'avance sur Caleb Tungwet.
Le 10 juin 2023, il prend le départ de l'épreuve senior de montée et descente aux championnats du monde de course en montagne et trail à Innsbruck. Il se retrouve rapidement aux avant-postes et se lance à la poursuite du Kényan Philemon Ombogo Kiriago en tête. Talonné par l'Allemand Filimon Abraham, il parvient à se défaire de ce dernier et double le Kényan pour s'emparer des commandes de la course. Menant la course sur un rythme soutenu, il s'impose pour remporter son premier titre international.
Il remporte la médaille d'or du 3 000 mètres steeple aux championnats d'Afrique d'athlétisme 2024 à Douala. Qualifié pour l'épreuve du 3 000 mètres steeple aux Jeux olympiques de 2024 à Paris, il effectue une bonne première manche et termine deuxième de sa série en 8 min 18 s 19 derrière le favori Soufiane el-Bakkali. Prenant un départ prudent lors de la finale, il lance son attaque en deuxième partie de course et s'empare brièvement de la tête. Il est ensuite victime d'une chute et termine dernier en 8 min 20 s 03.

## Palmarès

### Course en montagne
| no  | masculin      | Course                                                           | Longueur | Départ       | Temps          |
| --- | ------------- | ---------------------------------------------------------------- | -------- | ------------ | -------------- |
| 1re | Médaille d'or | Championnats du monde de course en montagne - Montée et descente | 15,0 km  | 10 juin 2023 | 56 min 14 s    |
| 1re | Médaille d'or | Fletta Trail                                                     | 21 km    | 3 août 2025  | 1 h 27 min 7 s |

### Piste
| Année | Compétition                         | Lieu     | Place | Épreuve         | Performance   |
| ----- | ----------------------------------- | -------- | ----- | --------------- | ------------- |
| 2023  | Championnats du monde d'athlétisme  | Budapest | 12e   | 3 000 m steeple | 8 min 21 s 61 |
| 2024  | Championnats d'Afrique d'athlétisme | Douala   | 1er   | 3 000 m steeple | 8 min 21 s 30 |
| 2024  | Jeux olympiques                     | Paris    | 15e   | 3 000 m steeple | 8 min 20 s 03 |
| 2025  | Championnats d'Ouganda d'athlétisme | Kampala  | 1er   | 3 000 m steeple | 8 min 38 s 21 |

### Route
| Année | Compétition                               | Lieu | Place | Épreuve      | Performance |
| ----- | ----------------------------------------- | ---- | ----- | ------------ | ----------- |
| 2023  | Championnats du monde de course sur route | Riga | 16e   | 5 kilomètres | 13 min 36 s |

## Records
| Épreuve              | Performance   | Date             | Lieu           |
| -------------------- | ------------- | ---------------- | -------------- |
| 5 000 mètres         | 14 min 2 s 26 | 10 avril 2021    | Kampala        |
| 3 000 mètres steeple | 8 min 17 s 14 | 18 juillet 2023  | Székesfehérvár |
| 5 kilomètres         | 13 min 36 s   | 1er octobre 2023 | Riga           |
| 10 kilomètres        | 29 min 36 s   | 15 octobre 2023  | Trieste        |